# 김정신 (성우)
김정신(1962년 ~ )은 대한민국의 성우이다. 1983년 MBC에 입사했으며, 현재는 MBC 9기이다. 문화방송 성우극회 소속.
동생 김정주는 KBS 20기 성우다.

## 주요 출연작품

### 애니메이션
- 소년기사 라무 (MBC) - 카카오
- 요술소녀 (MBC) - 이모
- 귀염둥이 친구들 (MBC)
- 키다리 아저씨 (MBC)
- 어린이 명작동화 (MBC)
- 그림명작동화 (MBC)
- 펭킹 라이킹 (MBC) - 펭킹
- 우주보안관 장고 (MBC)
- 철인 28호 FX (MBC) - 유리(니시나 시오리)
- 용감한 죠리 (MBC)

### 애니메이션 영화
- 흙꼭두 장군 (MBC)

### 영화
- 국경선 (SBS)
- 동방불패 (MBC) - 시시 (여안안)
- 마티 기어의 귀향(SBS) - 마을 사람(이베트 프티)
- 디어 헌터(MBC)
- 빅 (SBS)
- 후크 (MBC)
- 해리슨 포드의 의혹 (MBC)
- 코브라 (MBC) - 간호사(데보라 댈튼)
- 더티 해리 4 - 써든 임팩트 (MBC)